# A'er
A'er (kinesiska: 阿尔乡, 阿尔) är en socken i Kina. Den ligger i provinsen Sichuan, i den sydvästra delen av landet, omkring 230 kilometer sydväst om provinshuvudstaden Chengdu. Antalet invånare är 9 807. Befolkningen består av 4 702 kvinnor och 5 105 män. Barn under 15 år utgör 37 %, vuxna 15-64 år 58 %, och äldre över 65 år 3,0 %.
Genomsnittlig årsnederbörd är 1 391 millimeter. Den regnigaste månaden är juli, med i genomsnitt 272 mm nederbörd, och den torraste är januari, med 7 mm nederbörd.